# Groves (Teksas)
Groves – miasto w Stanach Zjednoczonych, w stanie Teksas, w hrabstwie Jefferson.

## Demografia
Według przeprowadzonego przez United States Census Bureau spisu powszechnego w 2010 miasto liczyło 16 144 mieszkańców, co oznacza wzrost o 2,6% w porównaniu do roku 2000. Natomiast skład etniczny w mieście wyglądał następująco: Biali 85,8%, Afroamerykanie 4,1%, Azjaci 3,0%, pozostali 7,1%. Kobiety stanowiły 50,2% populacji.